# Баркаускас, Витаутас
Витаутас Баркаускас (лит. Vytautas Barkauskas; 25 марта 1931 — 25 апреля 2020) — советский и литовский композитор и музыкальный педагог.

## Биография
Имел дипломы Вильнюсского университета по математике (1953) и музыкальной композиции (1959). С 1961 года преподавал в Литовской академии музыки и театра, с 1991 года — профессор. В 1960-х годах был одним из самых известных и активных авангардных литовских композиторов. Его произведения были представлены на различных международных фестивалях и конкурсах. В 1972 году получил Государственную премию Литовской ССР. В 2003 году получил Национальную премию Литвы по культуре и искусству. В 2001 году был удостоен приза на конкурсе Sinfonia Baltica от Международного союза композиторов, в 2006 году получил приз за лучшую камерную работу на конкурсе, организованном Союзом композиторов Литвы.
В 2004 году награждён Офицерским крестом ордена Креста Витиса. В 2007 году награждён Офицерским крестом ордена Великого князя Литовского Гядиминаса.

## Фильмография

### Композитор
- 1966 — Лестница в небо / Laiptai dang
- 1968 — Чувства / Jausmai
- 1975 — День возмездия / Atpildo diena
- 1977 — Пыль под солнцем

### Актёр
- 1978 — Смилуйся над нами / Pasigailėk mūsų — епископ